# Zisis Vryzas
Zisis Vryzas (grekiska: Ζήσης Βρύζας), född 9 november 1973 i Kavala, är en grekisk före detta fotbollsspelare som avslutade spelarkarriären i januari 2008. 
Under karriären, som inleddes 1991, spelade han i bland andra PAOK FC, AC Perugia, ACF Fiorentina och Celta Vigo. Mellan 1994 och 2006 spelade Vryzas 68 matcher och gjorde 9 mål för det grekiska landslaget och var med och vann guld vid EM 2004. Han är numera vice president i PAOK FC.